# Brécy-Brières
 Brécy-Brières  là một xã ở tỉnh Ardennes, thuộc vùng Grand Est ở phía bắc nước Pháp.